# Bill Kendrick
Bill Kendrick (ur. 4 maja 1975) – amerykański programista najbardziej znany z napisania i rozwijania Tux Painta, programu graficznego dla dzieci o wolnym kodzie. Jest także współzałożycielem Linux Users' Group of Davis (LUGOD) w Davis, w stanie Kalifornia. Bill zaczął programować na komputerach firmy Atari we wczesnych latach 80. XX wieku i wykorzystywał klasyczne gry jako inspirację do tworzenia swoich programów. Jest opiekunem projektu New Breed Software, w ramach którego zostały wydane gry: SuperTux, Tux, of Math Command i Circus Linux!.